# 達曼德拉
達曼德拉（英語：Dharmendra，真實姓名為：達兰姆·辛格·狄爾（Dharam Singh Deol）；1935年12月8日—）是印度知名电影男演員和政治人物。拉傑殊·坎纳是宝莱坞電影界有名的的动作电影男演員，「动作片之王」（action king）的綽號。當年他是僅次於拉傑殊·坎纳和阿米塔布·巴沙坎之后最賺錢的男主角。
他的妻子希瑪·馬連尼也是宝莱坞女星，三名子女亦成為演員。2012年，他獲得印度政府頒發的莲花装勋章（Padma Bhushan），以表揚他在演藝界的成就。

## 外部連結
- 達曼德拉在互联网电影资料库（IMDb）上的資料（英文）